# Batallons lituans TDA
Els Batallons lituans TDA (en lituà: Tautinio Darbo Apsaugos Batalionas )eren unes unitats paramilitars organitzades entre els mesos de juny i agost de 1941 pel govern provisional de Lituània al començament de l'Operació Barba-roja.Els membres dels TDA eren coneguts per molts noms, com auxiliars lituans, policies, braçalets blancs, nacionalistes, rebels, partisans o combatents de la resistència. Els TDA van ser pensats per a servir com a base per al futur Exèrcit d'una Lituània independent, però la seguretat aviat va ser assumida per oficials nazis i reorganitzada en els Batallons de la Policia Auxiliar Lituana (la versió lituana de la Schutzmannschaft ).Els TDA originals finalment es van convertir en el 12è i 13è. º Batalló de Policia. Aquestes dues unitats van tenir un paper actiu en les matances massives de jueus a Lituània i Belarús.Segons l'Informe Jäger, els membres dels TDA van assassinar uns 26.000 jueus entre juliol i desembre de 1941.

## Formació dels batallons
Quan Alemanya nazi va declarar la guerra a la Unió Soviètica i va envair Lituània, el govern provisional de Lituània va declarar la seva independència el 23 de juny de 1941. Els lituans esperaven restaurar la Lituània independent que existia abans de l'ocupació dels Estats Bàltics o almenys guanyar una mica d'autonomia amb l'Alemanya nazi. En un esforç per restablir l'exèrcit lituà, el Govern provisional va anunciar la formació dels batallons TDA a Kaunas el 28 de juny. Els plans per a aquesta formació es van fer el 24 de març de 1941. Els TDA portaven un braçalet blanc a les mànigues amb les inicials en negre. Andrius Butkūnas es va convertir en el primer comandant del batalló recentment format.
Els objectius originals de la formació eren punts objectes estratègics (com ponts o vies fèrries), vigilar als presoners de guerra soviètics, establir l'ordre general a Kaunas i als seus voltants. El 4 de juliol, 724 homes, la majoria ex-soldats i partisans lituans que van lluitar a l'aixecament de juny contra els soldats soviètics en retirada, van respondre a l'anunci i es van inscriure al batalló. A finals de juliol, es van formar set companyies. En el moment de la seva formació, els TDA eren l'únic grup armat i organitzat a Kaunas i les autoritats nazis se'n van aprofitar.

## Operacions

### Execucions de jueus
Segons un informe de Karl Jäger del 6 de juliol, comandant de l'Einsatzgruppe A, dues companyies dels TDA van ser assignades a tasques relacionades amb assassinats en massa de jueus: una era vigilar i executar jueus en el setè fort de la fortalesa de Kaunas i una altra va ser assignada a un Einsatzkommando. Segons les extenses investigacions de postguerra dutes a terme per les autoritats soviètiques, a mesura que les execucions de jueus augmentaven en nombre, més companyies dels TDA participaven en els assassinats. A la llum d'aquests esdeveniments, els TDA van començar a perdre els seus membres: Entre el 5 de juliol i l'11 de juliol, 117 membres van dimitir. El comandant de la 1a Companyia, que va participar amb especial freqüència en les execucions, es va suïcidar el 12 de juliol. La 3a Companyia va ser assignada al cèlebre Rollkommando Hamann, comandat per Joachim Hamann i Bronius Norkus. La unitat va cometre assassinats en massa de jueus al camp. Segons l'Informe Jäger, els membres dels TDA van assassinar uns 26.000 jueus entre juliol i desembre de 1941.

### Reorganització
Durant la nit del 23 al 24 de juliol, alguns membres dels TDA es van veure involucrats en un intent de cop d'Estat contra el govern provisional lituà, el cop fou organitzat per membres de la Geležinis Vilkas i fou recolzat per la Gestapo, el cop va aconseguir reemplaçar el lideratge dels TDA. El Geležinis Vilkas ara podria promoure o acomiadar diversos membres dels TDA. El comandant Butkūnas va ser reemplaçat per Kazys Šimkus.
El govern provisional es va dissoldre el 5 d'agost de 1941. L'endemà, Franz Lechthaler va assumir el comandament de totes les unitats policials, incloent-hi els TDA. El 7 d'agost, quan els TDA tenien 703 membres, Lechthaler va ordenar que el batalló es reorganitzés en dos batallons de policia auxiliar o Hilfspolizei (en lituà : Pagalbinės Policijos Tarnyba (PPT). Durant l'agost es van formar tres batallons més de PPT. A l'octubre, aquests cinc batallons van passar a denominar-se Batallons de Seguretat (en lituà: Apsaugos Batalionas).

### Liquidació i persecució
Al desembre, els cinc batallons es van reorganitzar novament:
- El 1er batalló es va convertir en el 13è. Batalló.
- El 2n en el 12è. Batalló.
- El 3r en el 11è. Batalló de les Unitats d'Autodefensa de Lituània (en lituà: Lietuvių Savisaugos Dalinys ).[3]

En 1942, el nou 13è. Batalló va ser reassignat per combatre als partisans soviètics prop de Pskov i Tver. El 13è batalló va començar a retirar-se juntament amb la Wehrmacht el 1944. Els seus membres van ser capturats per l'Exèrcit Roig o es van amagar en els boscos lituans, molts membres van ser perseguits per les autoritats soviètiques per les seves activitats prèvies, alguns van ser executats, altres empresonats en els gulags. Les investigacions soviètiques van continuar fins a 1979, quan es va dur a terme la darrera execució a Minsk, Belarús.